# Damian Czyżewski
Damian Czyżewski (ur. 1962 w Zabrzu) – polski lekarz, specjalista chirurgii ogólnej i torakochirurgii, doktor habilitowany nauk medycznych, profesor nadzwyczajny Śląskiego Uniwersytetu Medycznego.

## Życiorys
W 1986 r. ukończył studia medyczne w Śląskiej Akademii Medycznej w Katowicach, w 1995 r. obronił pracę doktorską pt. Wczesna tracheostomia w leczeniu chorych po urazach mnogich ze stłuczeniem płuca, której promotorem był prof. Marek Rokicki, w 2009 r. otrzymał habilitację.
Pracuje na stanowisku profesora uczelni i kierownika w Katedrze i Klinice Chirurgii Klatki Piersiowej na Wydziale Nauk Medycznych w Zabrzu Śląskiego Uniwersytetu Medycznego w Katowicach.
Jest prorektorem na Śląskim Uniwersytecie Medycznym w Katowicach.